# Orlickoústecký vikariát
Orlickoústecký vikariát je jedním ze 14 vikariátů diecéze královéhradecké, zahrnuje 18 farností. Rozkládá se v okrese Ústí nad Orlicí v jihovýchodní části diecéze, částečně zasahuje do okresu Svitavy.

## Ustanovení vikariátu
- ThMgr. Adam Piotr Grabiec – okrskový vikář, děkan v České Třebové
- Mgr. Vít Horák – sekretář vikariátu
- Bc.Th. Jan Pitřinec – kaplan pro mládež
- Ludmila Pirklová – vikariátní účetní
- Miroslav Indra – stavební technik
- Miloslav Pirkl – stavební technik

## Farnosti a kostely vikariátu
| Farnost            | Správce                                                    | Další duchovní ve farnosti | Farní kostel                                        | Další kostely |
| ------------------ | ---------------------------------------------------------- | --- | --------------------------------------------------- | --- |
| Brandýs nad Orlicí | Mgr. Cyril Solčáni farář                                   | | Kostel Nanebevstoupení Páně                         | - Kostel svatého Václava (Turov) - Kostel Proměnění Páně (Sudslava) - Kostel svatého Jiří (Svatý Jiří) - Kostel svatého Cyrila a Metoděje (Velká Skrovnice)                                                                                              |
| České Heřmanice    | ThLic. RNDr. Tomáš Reschel, Ph.D. administrátor excurrendo | | Kostel svatého Jakuba Staršího, apoštola            | - Kostel svatého Vojtěcha (Tisová) - Kostel svatého Jana Křtitele (Vračovice) |
| České Libchavy     | Bc.Th. Jan Pitřinec administrátor excurrendo               | | Kostel svatého Víta, mučedníka                      | - Kostel svatého Antonína Paduánského (Hejnice) |
| Česká Třebová      | ThMgr. Adam Piotr Grabiec děkan                            | Bc. Dušan Stolarik trvalý jáhen a pastorační asistent | Děkanský kostel svatého Jakuba Staršího, apoštola   | - Kostel svatého Vavřince (Anenská Studánka) - Kostel svatého Jana Nepomuckého (Skuhrov) - Kostel svatého Prokopa (Dlouhá Třebová) - Kostel Rozeslání svatých apoštolů (Rybník) - Kostel svatého Bartoloměje (Semanín) - Kostel svatého Jiří (Třebovice) |
| Damníkov           | ThMgr. Adam Piotr Grabiec administrátor excurrendo         | | Kostel svatého Jana Křtitele                        | |
| Dolní Dobrouč      | Mgr. Pavel Mistr farář                                     | | Kostel svatého Mikuláše, biskupa                    | - Kostel svatého Jana Křtitele (Horní Dobrouč) - Kostel svatého Petra a Pavla (Hnátnice) - Kostel svatého Mikuláše (Ostrov) |
| Dolní Libchavy     | Bc.Th. Jan Pitřinec administrátor excurrendo               | | Kostel svatého Mikuláše, biskupa                    | |
| Horní Sloupnice    | ThLic. RNDr. Tomáš Reschel, Ph.D. farář                    | | Kostel svatého Mikuláše, biskupa                    | - Kostel Panny Marie (Vlčkov) |
| Choceň             | Mgr. Bogdan Roman Ganczarski farář                         | ICLic. Mgr. Ing. Jaroslav Buriánek bydlí ve farnosti | Děkanský kostel svatého Františka Serafinského      | - Kostel Všech svatých (Běstovice) - Kostel svaté Filomény (Bošín) - Kostel Nanebevzetí Panny Marie (Hemže) - Kostel svaté Maří Magdaleny (Skořenice) - Kostel Nanebevstoupení Páně (Sruby) - Kostel svatého Víta (Újezd u Chocně)                       |
| Lanškroun          | Dr. Zbigniew Jan Czendlik děkan                            | Mgr. Vojtěch Smolák, DiS. trvalý jáhen Hana Skalická pastorační asistentka | Děkanský kostel svatého Václava, mučedníka          | - Kostel svaté Anny (Lanškroun) - Kostel svaté Marie Magdalény (Lanškroun) |
| Luková             | Dr. Zbigniew Jan Czendlik administrátor excurrendo         | | Kostel svaté Markéty, panny a mučednice             | |
| Rudoltice          | Mgr. Ing. Josef Macháček administrátor jáhen               | Dr. Zbigniew Jan Czendlik pověřen konáním kněžských funkcí | Kostel svatého Petra a Pavla, apoštolů              | |
| Řetová             | Bc.Th. Jan Pitřinec administrátor excurrendo               | | Kostel svaté Marie Magdalény                        | - Kostel svatého Františka Xaverského (Přívrat) - Kostel svatého Václava (Řetůvka) |
| Sopotnice          | Bc.Th. Jan Pitřinec administrátor excurrendo               | | Kostel svatého Zikmunda, mučedníka                  | |
| Ústí nad Orlicí    | Bc.Th. Jan Pitřinec děkan                                  | Mgr. Vít Horák Mgr. Jindřich Plšek farní vikáři Mgr. Bc. Martin Suchomel, DiS. nemocniční kaplan Mgr. Veronika Poslušná pastorační asistentka a technicko-administrativní pracovnice | Děkanský kostel Nanebevzetí Panny Marie             | - Kostel Navštívení Panny Marie (Horní Houžovec) - Kostel svaté Anny (Hylváty) - Kostel Povýšení svatého Kříže (Kerhartice) - Kostel svatého Petra a Pavla (Knapovec)                                                                                    |
| Vraclav            | ICLic. Mgr. Stanislav Tomšíček administrátor excurrendo    | | Kostel Nanebevzetí Panny Marie                      | |
| Vysoké Mýto        | ICLic. Mgr. Stanislav Tomšíček děkan                       | | Děkanský kostel svatého Vavřince, jáhna a mučedníka | - Kostel svatého Petra a Pavla (Slatina) - Kostel Zvěstování Páně (Knířov) - Kostel Nejsvětější Trojice (Vysoké Mýto) - Kostel svatého Martina (Zámrsk)                                                                                                  |
| Žichlínek          | Dr. Zbigniew Jan Czendlik administrátor excurrendo         | | Kostel Narození svatého Jana Křtitele               | |

## Zaniklé farnosti
V rámci reformy církevní správy došlo v orlickoústeckém vikariátu k redukci počtu farností, z nichž některé byly sloučeny:
- farnosti Semanín[40] a Třebovice[41] byly 1. ledna 2006 sloučeny s děkanstvím Česká Třebová
- farnosti Skořenice[42] a Újezd u Chocně[43] byly 1. července 2006 sloučeny s děkanstvím Choceň
- farnost Hnátnice[44] byla 1. ledna 2007 sloučená s farností Dolní Dobrouč
- farnosti Sudslava[45] a Svatý Jiří[46] byly 1. ledna 2008 sloučeny s farností Brandýs nad Orlicí
- dne 1. ledna 2009 byla farnost Ostrov u Lanškrouna[47] sloučená s farností Dolní Dobrouč a farnost Knapovec[48] s děkanstvím Ústí nad Orlicí
- dne 31. prosince 2023 byly farnosti Knířov[49] a Zámrsk[50] sloučeny s děkanstvím Vysoké Mýto